# Virantanaz
Virantanaz je umělý moderní epos ve vepštině, který napsala Nina Zajceva, všeobecně považována za matku spisovné vepštiny. Vyšel ve vydavatelství Juminkeko v roce 2013. Důvodem pro napsání eposu byla snaha autorky napomoct revitalizaci vepštiny a rozšířit literární tradici v tomto jazyce. Děj a postavy jsou inspirovány mytologií a každodenním životem Vepsů, ale motivy jsou volně propojeny autorčinou fantazií.

## Děj a postavy
Hnací silou děje a vypravěčem eposu je implicitní autor, který je současně i postavou. Zároveň vystupuje také jako medvěd, mytologický praotec Vepsů.

### Hlavní postavy
Vir – lovec a otec rodiny. Jeho příběh je inspirován postavou Vira z vepských pověstí. Vir ve Virantanazu je zdatný lovec, o jehož šikovnosti se roznesly zvěsti až po Moskvu. Jako mladík sloužil v armádě, kde potkal krutého knížete, který bičoval vojáky. Jako dospělého ho kníže navštívil poté, co se doslechl o jeho činech a umění lovit. Vir se s knížetem vydal do lesa na lov medvěda. Medvěd však lovce napadl a Vir knížete zachránil pouhým nožem.
Anni – Virova teta, bylinkářka. Jako mladá se zamilovala do mládence Timoie, ale ztratila se v lese a duch lesa ji chtěl za ženu. Aby našla cestu zpátky, musela ho políbit. Stala se tak jeho ženou a již nikdy nemohla být se svým milým. Proto se nikdy neprovdala a zná les lépe než kdokoliv jiný. Léčí nemocné, zná obyčeje a rituály a pomáhá při porodu Aiře, Virově ženě. Je vždy ochotna každému pomoci.
Taľoi – Virova dcera. Ráda zpívá a věří, že jednou přijde ten pravý. I když se její bratři již oženili a ona zůstala svobodná, otec ji do sňatku nenutil. Nakonec si vzala ruského knížete, kterého zachránil její otec Vir. 
Vaňoi – pastýř. Jako mladý hoch na přání otce opustil rodnou vísku, aby se vyučil pastýřem. Později se vrátil do Virantanazu a sbíral staré vědomosti od Anni, která mu před smrtí odevzdala svoji moudrost, aby pokračoval v jejím odkazu.

### Vedlejší postavy
Aira – Virova žena. Je to Sámka a ve vsi mluví sámsky. Její rodiče zemřeli a starala se o ni celá vesnice. Vychoval ji místní šaman, který uměl léčit. Virův otec, jenž měl nemocnou ženu, se o něm doslechl. Šaman s Airou se vydali do země Vepsů pomoct nemocné a zůstali bydlet na ostrově. Vir slyšel o její kráse a jel na ostrov. Tak se poznali a Vir si ji vzal. Své první dítě potratila i přesto, že jí pomáhala Anni. Později měla s Virem dva syny a Taľoi.
kníže – pochází z Moskvy, po smrti své ženy začal pít a věnoval se jen lovu a zábavě. Doslechl se o loveckém umění Vira a chtěl ho poznat, proto vycestoval do země Vepsů. Nejdřív měl o nich mylnou představu, ale jejich obydlí, zvyky a příroda jej okouzlily. Po lovu na medvěda se Virovi omluvil za svoje dřívější chování a požádal ho o ruku jeho dcery.

## Název
Jméno Virantanaz je toponymum, jméno komunity anebo kmene. Obec Virantanaz se nachází ve Vologdské oblasti, na území západních Vepsů. Pravděpodobně je název odvozen ze zřídka používaného mužského jména Vir. Tak se jmenuje i jedna z hlavních postav. V blízkosti obce se nachází i vesnice Markutanaz a Aksintanaz, jejichž názvy jsou očividně odvozeny od osobních jmen Mark a Aksen, takže se předpokládá, že název Virantanaz vznikl stejným způsobem. Tato oblast je známá tím, že z ní pocházejí příběhy o duších domu, vody a lesa. Je to také rodný kraj autorky.

## Inspirace a zdroje eposu
Autorka se při tvorbě eposu inspirovala hlavně ústní lidovou slovesností, mytologií a každodenním životem Vepsů především v dnešní době, nikoliv jen staršími texty, jak je tomu například v případě finské Kalevaly. Dílo je navíc založeno na historickém a etnografickém materiálu a nejnovějších vědeckých poznatcích. Zajceva rozličné motivy volně (i anachronicky) propojila na základě vlastní fantazie.

### Ústní lidová slovesnost
Vepské kulturní dědictví je ve srovnání s karelským, finským nebo estonským relativně malé. Mezi ústní lidovou slovesnost se řadí zejména pohádky, častušky (krátké humorné písně), říkanky a několik historických pověstí. Folklorní náměty a častušky autorka čerpala zejména z díla Rürika Ronina, pohádky se sbírky Niny Oneginy a Marie Zajcevy, informace o mytologii ze souborného díla Iriny Vinekurové, historické pověsti z díla Vladimira Pimenova a ukázky autentické vepštiny z vědecké publikace Marie Zajcevy a Marie Mullonen.
Základní koncept eposu a jeho děje představují rituální nářky (vepsky voikud), další součást ústní lidové slovesnosti, které se považují za pravděpodobný hlavní zdroj pro poznání současné vepské duchovní tradice. Obsahují zejména představy o onom světě a přechodu do něj. Podle nářků čeká na mrtvé na druhé straně rodina s „lehkou lodí na zářivé vodě“.
Vepské nářky se vyznačují:
- neexistencí smrti, vírou v posmrtný život a snahou přimět zesnulé opět mluvit;
- snahou pomoct mrtvému – oslovuje se zesnulý bratr a otec, aby mu pomohli dostat se na druhou stranu;
- proměnou mrtvého v ptáka, většinou kukačku, která je psychopompem a zprostředkovatelem mezi světem živých a světem mrtvých a přináší zprávy od zesnulých.

Neopomenutelným zdrojem jsou také historické pověsti, zejména pověsti o lovci Marťanovi. Nejsou o něm doloženy přesné informace, ale předpokládá se, že žil v 17. století. Pověsti o jeho odvaze a znalosti lesa a zvířat se ústně tradovaly po generace a rozšířily se až po Moskvu. Podle legendy uměl skolit medvěda pouhým nožem. Marťan je prototyp hlavního hrdiny, kterého v eposu představuje lovec Vir.

### Mytologické motivy
Mytologie je pro mnohé Vepsy dodnes součástí každodenního života. Inspirovala se jí v mnohém i autorka eposu.
Medvěd je podle vepské mytologie praotcem Vepsů a také strážcem všech jejich tajemství. Strážkyně domova a kultury jsou podle tradice ženy, které v eposu představuje sestra hlavního hrdiny Anni a její dcera Taľoi.
Důležitým prvkem eposu je také bříza, které jsou v mytologii připisovány magické schopnosti. Údajně je její míza dobrá pro zdraví, metličky vyrobené z jejích větviček mohou člověka „napravit“, její dřevo vydává nejteplejší plameny, a navíc si z březové kůry předkové Vepsů vyráběli boty a nádobí. V eposu se bříza objevuje také jako postava.
Centrální postavení má v mytologii pastýř, strážce života a jídla. Jelikož v oblastech obývaných Vepsy neroste moc obilovin, lidé dříve spoléhali na dobytek, a tím pádem na práci pastýře. V obci byl vždy ceněn, a pokud přespával u někoho v domě, dostal vždy nejlepší jídlo. Pomocí mytologie též léčil nemocné a ovládal rituály a zaklínadla, která vždy musel provést před tím, než se pustil do práce. Výměnou za dobré postavení musel být pastýř vždy tichý, nesměl vyrušovat divou zvěř, šlapat po lesních plodech nebo ulamovat větve. V eposu je pastýřem postava hocha jménem Vaňoi, který je symbolem vepské identity a mentality.
Chovat se k přírodě jako k živé bytosti, která má duši a city, je pro vepskou duchovní tradici velmi důležité. Tyto motivy se objevují i v literatuře mimo epos, například v dílech rusky píšících vepských autorů Vasilija Pulkina či Anatolija Petuchova. Zejména ženy se považují za osoby citlivé k přírodě, a i tento motiv se opakuje v eposu jako jeho hlavní poselství.
Příběhy o duších lesa a domova inspirovaly autorku vytvořit postavu Anni, bylinkářky, která zná obyčeje, rituály a zaklínadla a léčí nemocné.

### Vědecké poznatky a invence autorky
Vepsové byli pravděpodobně v 16. a 17. století v kontaktu se Sámy. Předpokládá se, že některá vepská slova (torok‚ bouře na moři‘, čapta‚ sekat, stříhat‘ a ližm ‚nános, naplavenina‘) jsou sámského původu. Autorka chtěla zachytit i tento aspekt, a proto je Virova manželka Aira Sámka. Mluví sámsky a podle eposu některá slova, která použila, zdomácnila ve Virově rodině.

## Jazyk a styl
Vepská kultura na rozdíl od jiných nemá psanou ústní slovesnost a neexistují ani záznamy metrických písní, jako je tomu v případě finské Kalevaly. V době vzniku díla nicméně již existovala jistá literární tradice a umělecký styl v jazyce byl rozvinutý.
Autorka se inspirovala krátkými rýmovanými verši v říkankách a rozhodla se pro dvanáctiveršové sloky. Později se rozhodla rozdělit epos do čtyř častí o čtyřech různých metrech a poetických stylech pro každou ze čtyř hlavních postav (Vir, jeho teta Anni, jeho dcera Taľoi a Vaňoi). Změna metra je v příběhu vždy uvedena vysvětlením (například pro udržení tajemství, když Anni potká ducha lesa a musí ho políbit). Metra jsou inspirována svatebními a pohřebními pláči, písněmi, říkankami a zaklínadly. Pro Virův příběh bylo použito stejné metrum jako v původní pověsti o Virovi. Jazyk postav je navíc odstíněn různými dialekty, ale v eposu se vyskytují i neologismy jako například meletada (myslet), olii (bytost) nebo tozioiged (počestný).
Autorčinou invencí bylo i hojné užívání slovesných konstrukcí a participií místo adjektiv. Vepština neoplývá bohatou zásobou přídavných jmen, ale má velmi široký a zachovalý systém nominálních i finitních tvarů sloves. Právě toho se autorka rozhodla využít, a docílila tak v eposu větší dynamičnosti.

## Srovnání s finskouKalevalou
Podobně jako Kalevala je i Virantanaz autorský epos. Elias Lönnrot sesbíral existující písně a spojil je do jednoho celku. Zajceva se také inspirovala již existujícími písněmi, ale autorsky je zpracovala ve větší míře, a tak její invence a imaginace ovlivnily epos výrazněji než v případě Kalevaly. Jména pro postavy a místa hledala hlavně ve své rodné oblasti Vologdy. Zatímco Lönnrot písně vybíral i na základě témat a obsahu a jejich jednotlivé dějové linie zařadil za sebe, Zajceva celkový děj vymyslela a pouze se inspirovala lidovými písněmi a pověstmi.
Obě díla čerpají z ústní slovesnosti a mytologie a oba autoři do děl zahrnují zaříkadla, zaklínadla a jiné menší žánry. Tak jako ve Virantanazu i v Kalevale najdeme například zaříkadlo proti uštknutí zmijí či svatební pláč – nářek nad odchodem nevěsty z rodného domu. I ve finské mytologii a kultuře má bříza velmi důležité postavení a také byl uctíván medvěd.
Na rozdíl od Kalevaly nemá Virantanaz jednotné metrum. Kalevalské metrum je typické pro finskou a karelskou ústní lidovou slovesnost. Vepská slovesnost žádné typické metrum nemá, takže se autorka inspirovala různými básněmi. V případě Virova příběhu ponechala metrum, které bylo použito v pověsti.
Kalevala je také mnohem rozsáhlejší než Virantanaz (50 run oproti 17 básním). Rozdíl najdeme i v zobrazování života lidí – zatímco Kalevala čerpá z textů různého stáří a je výpovědí o zaniklém zlatém věku Finů, Zajceva popsala především každodenní život Vepsů v současnosti.
Identickým motivem vzniku obou eposů je snaha o kultivaci jazyka a vytvoření díla se základním intertextovým potenciálem pro rozvoj národní literatury.

## Překlady
Virantanaz byl zatím přeložen do tří jazyků:
- finština – Markku Nieminen (2012)
- ruština – Vjačeslav Agapitov (2015)
- estonština – Jaan Õispuu (2016), Madis Arukask (2018).